# 라드빌리슈키스

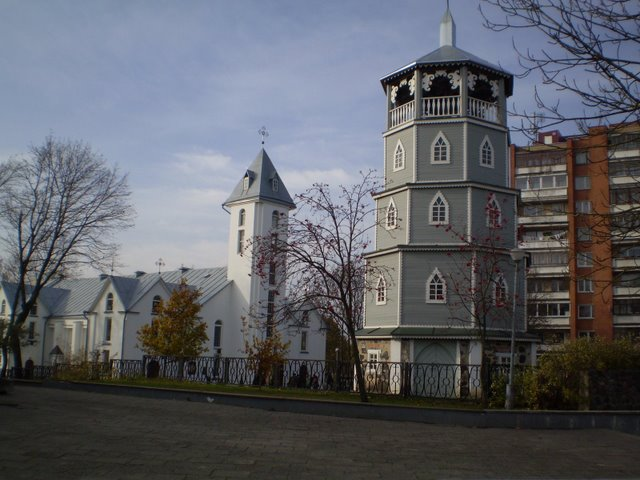
라드빌리슈키스

라드빌리슈키스(리투아니아어: Radviliškis)는 리투아니아 북부 샤울랴이 주에 위치한 도시로, 인구는 20,339명(2001년 기준)이다. 도시 이름은 1546년부터 1764년까지 약 200년 동안 이곳을 지배했던 귀족인 라지비우 가(Radziwiłł, 라드빌라(Radvila))에서 유래된 이름이다.

시 문장